# Heptadécane
L'heptadécane est un alcane linéaire de formule brute C17H36.